# 日本資源流通
日本資源流通株式会社（にほんしげんりゅうつう、英: Nihon Shigen Ryutsu, Ltd.） は、福岡県北九州市小倉北区に本社を置く古紙の卸売等を主力とする企業。通称「日本資源」「資源」。

## 概要
日本紙運輸倉庫株式会社の傘下であり、一般廃棄物の収集運搬を行っていた小倉福輸を統合する形で設立された。また、一般廃棄物収集運搬事業、産業廃棄物収集運搬事業、北九州市プラスチック資源化センター、運送事業、太陽光売電事業などを行っている。

## 沿革
- 1974年（昭和49年） - 製紙原料の販売を目的に小倉北区大畠にて設立される。
- 1975年（昭和50年） - 一般区域貨物自動車運送事業、北九州市塵芥収集委託事業を開始。
- 1980年（昭和55年） - 北九州営業所（古紙梱包センター）を開設。
- 1982年（昭和57年） - 福岡営業所（古紙梱包センター）を開設。
- 1984年（昭和59年） - 鹿児島営業所（古紙梱包センター）を開設。
- 1996年（平成 8年） - 山口営業所（古紙梱包センター）を開設。
- 1998年（平成10年） - 八代営業所（輸送基地）を開設。
- 2000年（平成12年） - 福岡営業所内に機密処理センターを設置。
- 2002年（平成14年） - 鹿児島営業所内に機密処理センターを設置。
- 2004年（平成16年） - 姶良営業所内（古紙梱包センター）を開設。
- 2005年（平成17年） - 本社を北九州市小倉北区西港町に移転[4]。
- 2005年（平成17年） - ISO14001認証取得[5]。
- 2007年（平成19年） - 北九州市プラスチック資源化センターを稼働。
- 2008年（平成20年） - リサイクルセンターを開設。
- 2013年（平成25年） - プライバシーマーク取得[6]。

## 関連企業
- 日本紙運輸倉庫株式会社
- 関東紙運輸株式会社
- 九州紙運輸株式会社
- 青葉興業株式会社